# Marathon City, Wisconsin
Marathon City là một làng thuộc quận Marathon, tiểu bang Wisconsin, Hoa Kỳ. Năm 2006, dân số của làng này là 1640 người.